# Полянский, Владимир Сергеевич
Владимир Сергеевич Полянский (род. 6 сентября 1985, в селе Курлек, Томский район Томской области) — российский спортсмен, Заслуженный мастер спорта по гиревому спорту. Шестикратный чемпион России, шестикратный чемпион Европы, четырёхкратный чемпион мира. Рекордсмен мира по гиревому спорту в дисциплине длинный цикл.
Тренер — Заслуженный тренер России Ажермачев Алексей Борисович.

## Биография
Родился 6 сентября 1985 года в селе Курлек Томского района. Гиревым спортом начал заниматься ещё в 6 классе. Первый тренер Сидельников Андрей Александрович. В 2002 году поступил в Томский государственный педагогический университет на Факультет физической культуры и спорта. Там тренировался под руководством Заслуженного работника физической культуры и спорта Геннадия Алексеевича Данилова, считающегося одним из основателей современного гиревого спорта в Томской области.

## Карьера
Работает в МЧС России по Томской области водителем пожарного автомобиля 5 пожарно-спасательная часть.
С 2008 года ассистент ФФК ТГПУ. С 2012 года старший преподаватель. С 2018 года доцент кафедры спортивных дисциплин и высшего спортивного мастерства. Тренирует сборную ТГПУ по гиревому спорту. Подготовил МСМК Сутягина Валентина, 9 МС и 5 КМС.
До 2010 года выступал в классическом двоеборье. Позже перешёл в дисциплину длинный цикл. В 2011 году выступая в дисциплине длинный цикл впервые победил на Чемпионате мира, который проходил в Нью-Йорке. В 2013 году установил мировой рекорд на чемпионате мира в Тюмени в весовой категории до 78кг.